# Масюкови
Масюкови — козацько-старшинський, згодом дворянський рід, що походить від Федора Юрійовича Масюка (р. н. невід — п. бл. 1711), веприцького сотника (1708–09). 1711–29 веприцьким сотником був його син Леонтій Федорович Масюк, який підписав Коломацькі чолобитні 1723 (див. також Д.Апостол). Прокопій Леонтійович Масюков (р. н. невід. — п. до 1784) також обіймав уряд веприцького сотника (1738–68). Син Прокопія — Семен Прокопійович (бл. 1745 — до 1832) — був чернігівським губернським предводителем дворянства (1788–90), а один з онуків Павло Семенович (бл. 1793—1864) — відставний підполковник (1820), багаторічний гадяцький повітовий предводитель дворянства (1835–41, 1853–56, 1862–64), фундатор Свято-Успенської церкви в с. Веприк (1837; нині село Гадяцького району Полтавської обл.), що є перлиною архітектури в стилі класицизму. До цього роду належав Костянтин Павлович (1832 — бл. 1914), відомий земський діяч, полтавський губернський гласний.
Рід внесений до 2-ї та 3-ї частин Родовідних книг Черніг., Полтав. і Харків. губерній.